# Sturmgeschütz

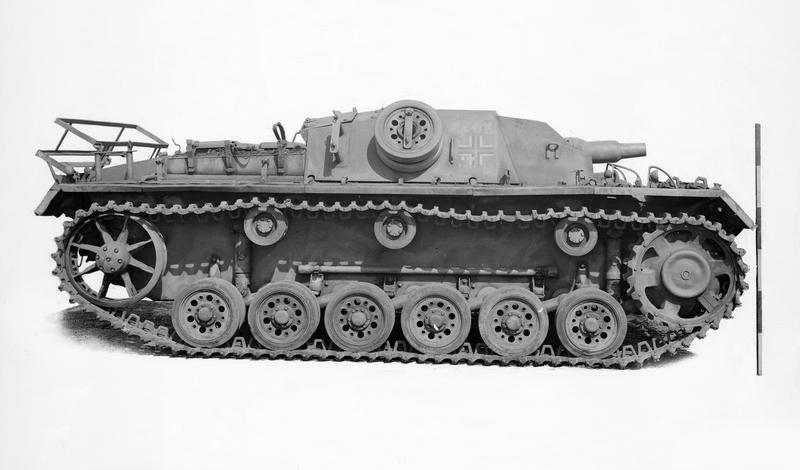
Sturmgeschütz (StuG III Ausf.B)

Штурмґешютц (нім. Sturmgeschütz або StuG) — це серія броньованих штурмових артилерійських самохідних установок на танковій базі. Їх випускали в Німеччині для потреб Вермахту і Ваффен-СС під час Другої світової війни. Термін головним чином стосується самохідних гармат StuG III та StuG IV.
StuG III випускали серійно у різних модифікаціях, починаючи з 1940-го по 1945 рік. Вони стали наймасовішими за чисельністю представниками бронетехніки Вермахту. Усього їх випущено 10 001 самохідних гармат із 75-мм гарматами і 1212 машин зі 105-мм. За відомчим рубрикатором Міністерства озброєнь Німеччини, самоходку позначали як Sd.Kfz.142. Штурмґешютц ІІІ у німецькій літературі також позначали як StuG 40, а в радянській — іменували як «Артштурм». StuG III активно застосовували на всіх фронтах Другої світової війни за своїм прямим призначенням і як винищувач танків (нім. Jagdpanzer, букв. «танк-винищувач»).
У цілому, StuG здобули схвальні відгуки від німецького командування і теплі спогади від піхотинців: на початок 1944 року на рахунку StuG III було близько 20 000 знищених танків супротивника.

## Загальні відомості
«Уперед, на ворога! Штурмґешютц — це наступальна зброя, і вона забезпечує піхоті негайну і надзвичайну вогнепідтримку завдяки своїй мобільності, вогневій і ударній потузі». — Sturmgeschütz Trainingshandbuch

### Початкове призначення
Штурмґешютц від самого початку задумували як штурмову гармату, а не як машину підтримки піхоти, подібну до радянської СУ-76 чи британського Infantry Tank Mark IV (А22) Churchill. Треба зазначити, що у німців уже давно існувала своя власна концепція «броньованої бойової машини» (нім. Panzerkampfwagen) у вигляді Panzer IV Ausf. C, D i F1 із короткоствольною гарматою KwK 37 L/24 калібру 75мм. Цей бойовий транспортний засіб супроводжував піхоту в атаці чи надавав підтримку в обороні; Панцер IV був однаково ефективним як проти піхоти, так і проти броньованої техніки.
Штурмґешютц  мав дуже вузьку спеціалізацію: знищення бункерів, дотів і сильно укріплених вогневих точок і споруд. Такі бойові позиції зазвичай брала штурмом піхота, зазнаючи колосальних втрат: штурмова піхота має достатньо засобів для знищення укріпленої цілі — проте їй треба спочатку наблизитися до цілі для ефективного застосування своїх вогневих засобів. Таким чином, Штурмґешютце проектували як допоміжний вид артилерії бою прямою наводкою для безпосереднього контакту з ворогом. Піхотні офіцери, від нерозуміння специфіки машини, старалися посилити свої піші відділи — просто розподіляючи нечисленні Штюґи між піхотними підрозділами. Перша ж практика застосування Штурмґешютце показала, що цей вид артилерії не можна застосовувати як машини підтримки піхоти, розпорошуючи дивізіони між дивізіями, батареї між полками, а взводи — між ротами. Сконцентрований удар дивізіону на найважливішому /найнебезпечнішому відтинку атаки за інших рівних умов забезпечував прорив ворожої оборони — і виведення сторони, що наступає, на оперативний простір. І якщо танкові клини, з огляду на специфіку цього виду зброї, застосовували на стиках ворожих підрозділів (дивізій, армій), на слабозахищених відтинках фронту (крізь які танкова ударна група проривалася, минаючи осередки опору, і мчала далі углиб ворожої території) — то Штурмґешютце призначалися для удару у стратегічному напрямі практично будь-якої складності (причому осередки опору штурмові гармати не оминали — а буквально зминали вогнем).
Завдання Штурмґешютце — забезпечити вогнем подолання лінії ворожої оборони союзною піхотою. За своїми функціями — це, фактично, броньований і озброєний великим калібром «піхотинець», що самостійно вирішує задачу піхотного підрозділу у зімкненому строю. Практика показала: не поодинокі машини — а щільний вогонь групи долає опір супротивника. Цей зімкнений стрій забезпечувався, залежно від конкретної потреби, силами від батареї (шість машин) до дивізіону (до тридцяти однієї машини, включаючи командирські).
Траплялося дуже часто, з огляду на слабку механізацію піхоти Вермахту, і також на виняткову виучку і високий бойовий дух своїх екіпажів, — Штурмґешютце відривалися від піхоти на 20-80 кілометрів, самостійно захоплювали населені пункти і там були змушені чекати, поки їх підтримає інфантерія і поки підвезуть постачання.

### Особливості машини

#### Бойові задачі
Створюючи цілком новий вид зброї, розробники спочатку передбачали, що кожна машина буде діяти у складі батареї, супроводжуючи відділення штурмової піхоти.
Після проведення масованої союзної артпідготовки, ворог зазнавав потужного вогневого і психологічного ураження (в англомовній літературі застосовують термін suppression — здавлювання, пригнічення, придушення, стримування).  Штурмґешютце були слабко броньованими і короткоствольними: концепцію  і основну гармату було узято на основі машини для підтримки піхоти Panzer IV. Сам Pz IV, що його використовували за аналогією до британської концепції «піхотного танка», не підходив для завдань штурмгрупи через свої розміри, через відносну дороговизну і через те, що вимоги бліцкрігу диктували збирати бронесили в єдиний ударний танковий «кулак», а не розпорошувати їх між піхотними дивізіями. Конструктори припускали, що за умов, коли ручна протитанкова зброя ще не набула поширення, а габарити машини були невеличкими (приземисті машини були не набагато вищими за людину середнього зросту), то для підтримки піхоти при штурмі укріплень протикульової броні корпусу буде цілком достатньо.  Короткий ствол гармати забезпечував прицільне ураження цілі на відстані до 600 метрів, хоча артилеристи зазвичай вели вогонь не далі, ніж на 300 метрів. Штурмовики мали продертися крізь ворожі укріплення — а Штурмґешютце прямою наводкою мала забезпечувати остаточну нейтралізацію уцілілих осередків ворожого спротиву: фугас середнього калібру (а саме 75 мм) на швидкості 387 км/год ефективно пропалював тогочасну броню і засипав осколками снаряда чи уламками укріплень вогневу точку. Штурмовики мали достатньо власної вогневої потужності для вирішення поставлених задач. Проблема виникала лише тоді, коли піхота виходила на оперативний простір — для штурмової піхоти смертельну небезпеку становили поодинокі уцілілі осередки спротиву, яких не можна було обійти (дот, кулеметне гніздо, снайпер, танк чи машина підтримки піхоти тощо). Якщо ж відділення піхоти залягало — атака захлиналася, то солдати часто потрапляли у пастку: один-єдиний ворожий міномет чи гаубиця, вірно скореговані навідниками, могли легко знищити підрозділ, що не мав змоги окопатися. Штурмовим піхотинцям потрібно було негайно спертися на броньований засіб для безпечного зближення з ворогом — або ж із його допомогою негайно придушити смертельно небезпечний осередок супротиву.
Як і танки, Штурмґешютце були дуже вразливими для ближнього бою з ворожою піхотою і потребували обов'язкової підтримки їх піхотою союзною. Однак, на практиці Штурмґешютце часто воювали самостійно на усіх відтинках фронту і виконували всі мислимі функції піхоти з огляду на колосальну різницю у виучці між артилеристами і піхотними офіцерами. Цим пояснюється як фантастична результативність екіпажів Штурмґешютце, так і їх висока смертність. У тих же випадках, коли дивізіонам тривалий час удавалося співпрацювати із одними і тими ж піхотними батальйонами, то цей симбіоз набував із часом дивовижної ефективності і містичного рівня єдності — як у середньовічного лицаря і його зброєносця, чи як серед членів військово-релігійного братства. Підрозділ ставав органічним цілим; і часто піхота свідомо залишалася до кінця із підбитою машиною — і часто гинула повністю разом зі «своїм» екіпажем Штурмґешютце.

#### Особливості конструкції

##### Корпус
Штурмові гармати StuG III мали компонування з переднім розташуванням бойової рубки. Усередині корпус машини поділявся на три відділення: управління (воно ж трансмісійне), бойове і моторне. Відділення управління знаходилося в носовій частині САУ. У ньому розміщувалися приводи управління; прилади, що контролювали роботу двигуна, головний фрикціон, коробка передач, планетарний механізм повороту, сидіння механіка-водія. Бойове відділення розміщувалося у середній частині САУ. У ньому розміщувалося озброєння, боєкомплект, пристрої прицілювання і спостереження, а також радіостанція. Тут же знаходилися робочі місця командира, навідника і заряджальника. Над підлогою бойового відділення проходив карданний вал, закритий кожухом. Моторне відділення знаходилося за бойовим. У ньому було встановлено двигун, масляний і паливний баки й радіатори системи охолодження. Корпус штурмової гармати зварювали із катаних листів гетерогенної броні. Окремі деталі поєднувалися броневими болтами і кутниками. На даху моторного відділення знаходилися чотири люки — два великих і два малих — для доступу до агрегатів силової установки, а в днищі корпусу — люки для спуску води, бензину й мастил; а також і для доступу до двигуна й коробки передач. У верхньому лобовому листі корпусу були два люки для доступу до агрегатів трансмісії; люки закривалися двостворчатими кришками. Рубка зварна багатогранна, з'єднувалася з корпусом броневими болтами. Кришка також кріпилася до стінок за допомогою болтів, що полегшувало її демонтаж за необхідності заміни гармати.

##### Двигун і трансмісія
На штурмових гарматах установлювалися двигуни Maybach HL 120TR (Ausf.A) і HL 120TRM (Ausf.B — С), 12-цилиндрові, V-подібні (розвал циліндрів 60°), карбюраторні, чотиритактні потужністю 300 к.с. при 3000 об./хв. Діаметр циліндра —105 мм. Хід поршня —115 мм. Ступінь стиску —6,5. Робочий об'єм — 11 867 см³. Двигуни мали однакову конструкцію. Пальне — етилований бензин із октановим числом не нижче 74. До паливної системи входив один бензобак ємністю 320 л, розміщений у кормовій частині машини справа від двигуна. Подача пального примусова, із допомогою трьох паливних помп діафрагмового типу Solex ЕР100. Карбюраторів — два, марки Solex 40 JFF II. Система охолодження — рідинна, із двома радіаторами і двома вентиляторами. Об'єм системи охолодження —70 л.  Трансмісія складалася із карданної передачі, головного фрикціону, коробки передач, механізмів повороту й бортових передач. На САУ модифікації А встановлювалася десятишвидкісна безвальна механічна коробка передач SRG 328145 Variorex. Привід гальм —гідравлічний. На машинах інших модифікацій використовували шестишвидкісні механічні коробки передач ZF SSG 77 Aphon. Управління гальм —механічне чи гідравлічне.

##### Ходова частина
Ходова частина складалася (якщо говорити стосовно одного борта) із шести здвоєних прогумованих опірних котків діаметром 520 мм і трьох прогумованих підтримуючих котків діаметром 310 мм. Із кінця 1943 року на штурмові гармати почали установлювати підтримуючі котки без гумових бандажів. Підвіска індивідуальна торсіонна. Її особливості: кріплення нерухомого кінця торсіону у спеціальному пальці, що уставлявся у кронштейн; наявність напрямного пристрою, призначеного для розвантаження деталей підвіски від бокових зусиль; наявність гідравлічних телескопічних амортизаторів на 1-му й 6-му опорних котках. Тягові колеса переднього розміщення мали два знімних зубчатих вінця з 21-м зубом кожен. Зачіплення цівочне. Гусениці стальні, дрібноланкові з 93-ма — 94-ма одногребневими траками кожна. Ширина гусениці коливалася від 360 — до 400 мм у пізніших версіях. У осінньо-зимовий період могла використовувати так звана «східна гусениця» Ostkette шириною 550 мм.

##### Озброєння
Штурмові гармати StuG III Ausf.A — Е озброювалися гарматою 7,5 cm StuK 37 L/24 калібру 75 мм. Довжина ствола — 24 калібри (1766,3 мм). Маса гармати — 490 кг. Гармата мала вертикальний клиновий затвор і електроспуск. Дальність прямого пострілу гармати — 620 — 650 м, максимальна дальність стрільби — 6200 м. До боєкомплекту гармати входили постріли з бронебійними снарядами KgrRotPz (маса — 6,8 кг, початкова швидкість — 385 м/с), кумулятивними Gr 38Н1/А, Gr 38Н1/В и Gr 38Н1/С (4,44...4,8 кг, 450...485 м/с), димовими NbGr (6,21 кг, 455 м/с) і осколково-фугасними (5,73 кг, 450 м/с). Боєкомплект складався з 44 пострілів (Ausf.A — D) чи 54 постріли (Ausf.E).
Штурмові гармати StuG III Ausf.F були озброєні гарматою 7,5 cm StuK 40 L/43 калібру 75 мм. Довжина ствола 43 калібри — (3473 мм). Маса гармати — 670 кг.
Бойові машини StuG III Ausf.F/8 i G озброювали гарматами 7,5 cm StuK 40 із довжиною ствола 48 калібрів (3855 мм). Затвор клиновий напівавтоматичний. Маса гармати — 750 кг. Гранична довжина відкату становила 520 мм. Гармата оснащувалася двокамерним дульним гальмом. Дальність прямого пострілу становила 800 — 1200 м, максимальна дальність стрільби — 7700 м. Швидкострільність — 10—15 пострілів/хв. Боєкомплект гармат складався із 44-х пострілів (Ausf.F і F/8) і 54 пострілів (Ausf.G). Усі гармати установлювалися у рубці на спеціальному станку, змонтованому на днищі бойового відділення.
Основним озброєнням StuH 42 стала 105-мм гаубиця StuH 42 L/28 з довжиною ствола 28 калібрів фірми Rheinmetall-Borsig. У порівнянні з польовою гаубицею Le.FH 18, у ній по-новому було скомпоновано противідкатні пристрої, змінено конструкцію затвора і введено нове дульне гальмо. Боєкомплект складався зі 36-ти пострілів роздільного заряджання з бронебійними, осколково-фугасними й кумулятивними снарядами. Гаубицю, як і 75-мм гармату, установлювали у зварній чи литій масці з товщиною броні відповідно 30 і 80 мм.
Як допоміжне озброєння застосовували кулемет MG 34 або MG 42 калібру 7,92 мм, які перевозили всередині машини. САУ пізніх випусків оснащували дистанційно керованою установкою кулемета MG 42 і спареним із гарматою кулеметом MG 34. До боєкомплекту кулеметів входило 600 патронів.
Штурмові гармати моделей А — F мали пристрій димопуску, закріплений на кормовому листі корпусу; складався пристрій із п'яти димових шашок з електрозапалами. У машин варіантів F/8 і G на бортах рубки установлювали два строєні димові гранатомети Nbk 39-го калібру 90 мм. Із травня 1944 року САУ StuG 40 Ausf.G і StuH 42 озброювали «пристроєм ближньої оборони» — гранатометом, змонтованим на даху рубки для стрільби осколковими й димовими гранатами.
Штурмові гармати StuG III Ausf.A і В оснащувалися монокулярними перископічними прицілами Sfl ZF; StuG III Ausf.C — E — прицілами Sfl ZF1/RbLF32. З березня 1942 року встановлювали приціли Sfl ZF1a/RbLF 36. Усі приціли мали п'ятикратне збільшення і поле зору у 8°. Їх виготовляли на заводах Carl Zeiss С°, у Єні й Герліці, а також на фірмі Ernst Leitz GmbH у Вецларі.

### Вимушені зміни в озброєнні
Протягом війни розкрилися інші сторони серії StuG, що зробило ці машини вагомим додатком до німецьких бронесил: маневреність, невеликі габарити, чудова оптика і засоби огляду; а найголовніше — якнайвищий рівень вишколу і колосальний бойовий досвід (і як наслідок, високу ініціативу) екіпажів. Через низький рівень механізації піхоти Вермахту, штурмова артилерія часто була змушена працювати самостійно, без підтримки інших родів військ і самостійно проводити розвідку. Із огляду на те, що союзники у колосальних обсягах підтримували Радянський Союз матеріально і політично, надаючи СРСР безпрецедентні обсяги воєнних ресурсів, до 1943 року переможна наступальна ініціатива Вермахту почала вичерпуватися. Відкриття II-го фронту в Сицилії в серпні 1943-го змусило німців перейти від штурму до стратегічної оборони по всьому фронту із необхідністю проводити контратаки. Штурмґешютце прекрасно справлялися з цією задачею, дуже часто рятуючи не лише свої піхотні підрозділи від знищення, а й увесь фронт від колапсу. Часто навіть сили батареї Штурмґешютце вистачало, щоб зірвати атаку цілого радянського піхотного полку чи й роти танків. Прізвисько «друг піхоти» надійно закріпилося за Штурмґешютце із часів Французької кампанії.
Наявність значних обсягів найсучасніших на той час моделей танків КВ і Т-34 за умови тотального дефіциту ресурсів у німців — вимагало термінової модифікації озброєння і перекваліфікації штурмової артилерії у винищувальну протитанкову. Таким чином, початкові задачі штурмової артилерії як виключно наступального роду військ відійшли на другий план. Штурмґешютце почали виконувати суто оборонні функції, часто прикривали фланги і працювали в ар'єргарді піхотних дивізій. Як правило, вони ставали останньою надією на порятунок при загрозі оточення, їх постійно перекидали із одного відтинку фронту на інший, і щтурмґешуце змушені були відразу вступати у бій — робити усе, що штурмовій артилерії категорично не можна робити. Брак ресурсів також змушував командування піхотними дивізіями розпорошувати нечисленні штурмдивізіони на великих відтинках фронту, що не сприяло ні ефективному застосуванню цієї грізної зброї, ні ефективності дій німецької армії у цілому. Перекваліфікація у «винищувачів танків» негативно позначилась на ефективності Штурмґешютце. Слабка (фактично, протикульова) броня, тихохідність і спеціалізація обладнання (зокрема, оптики) і екіпажів для близького бою — ці виняткові якості для штурмової артилерії були вадою для «яґдпанцерів» як роду військ. Лише надзвичайний рівень вишколу, колосальний бойовий досвід і компетентність командирів Штурмґешютце уможливили скорочення втрат серед матеріальної частини і особового складу цих підрозділів.

### Причини занепаду StuG як роду військ
Брак навичок і брак розуміння принципів ведення сучасної війни серед вищого командування німецьких піхотних військ також не дозволяли проявитися у повній мірі найкращим сторонам штурмової артилерії. Із іншого боку, численні випадки грамотного застосування дивізіонів Штурмґешютце неодноразово доводили, що цій зброї ніщо не може протистояти, і що у цього виду зброї чудові перспективи. Однак, за іронією долі, повна некомпетентність військових теоретиків переможців-союзників, бездарність і вузьколобість командування СРСР (зокрема, зосередження уваги на уніфікації бронетанкових військ і нарощення їх кількості замість зосередження на спеціалізації, а також надмірна увага до розвитку ракетних військ тощо) — усе це разом залишило цей потенціал непоміченим і незатребуваним. І до наших днів на Заході Штурмґешютце традиційно відносять до протитанкової артилерії, або ж наголошують на застарілості концепції, на низьку ефективність StuG через дуже тонку броньованість цих машин. У радянській же традиції оспівують КВ-2 — цікаву, проте вузькоспеціалізовану штурмову гармату на базі знаменитого танка КВ, яка майже не взяла участі у бойових діях.
Післявоєнні тенденції зводяться, зокрема, до застосування у наступі великих танкових мас. При цьому відмовляються від спеціалізації танків і прийняття концепції «основного танка», що заміняв середні і важкі типи. Припускали, що великий калібр (понад 90 мм) танкової гармати здатний вирішити ті задачі, що їх виконувала штурмова артилерія. Розвиток же великокаліберної стрілецької зброї, гранатометів, ракетної зброї і високоточних засобів ведення вогню призвело до того, що про феномен штурмової артилерії було забуто. Головною ж причиною цього забуття було те, що Німеччина програла у Другій світовій війні, і її примусово роззброїли. Антинімецька пропаганда поховала усі здобутки німецького військового генію, який не змогли належно оцінити військові теоретики союзників. Німеччина намагалася розвивати концепцію «Яґдпанцер» (концепція Kanonenjagdpanzer 4-5 і його наступники Raketenjagdpanzer 1-4), проте усі вони не є продовженням концепції «Штурмґешютц».
Найвідомішими із серії Штурмґешютце були StuG III, тобто збудовані на шасі основного німецького танка Panzer III. Початково StuG III отримав маркування «StuG» (Sd.Kfz. 142), проте зі створенням StuG IV, йому було призначено маркування «StuG III», щоб розрізняти ці дві машини.
Нижча ціна (82,500 рейхсмарок за штуку), більший калібр гармати (75 мм), нижчий профіль (2,16м) і менша помітність на полі бою у порівнянні із танком, а також артилерійська специфіка підготовки екіпажів — усе це позначилося не лише на ефективності, а й на тому, що це була наймасовіша модель німецької бойової машини у Другій світовій війні. Усього було випущено ~10 тис. StuG III, 1,1 тис. StuG IV і близько 1,3 тис. StuH 42. Таким чином, «друг піхоти» став однією з наймасовіших бойових машин Вермахту.

## Історія розвитку

### Фельдмаршал Е.фон Манштейн— творець німецької штурмової артилерії

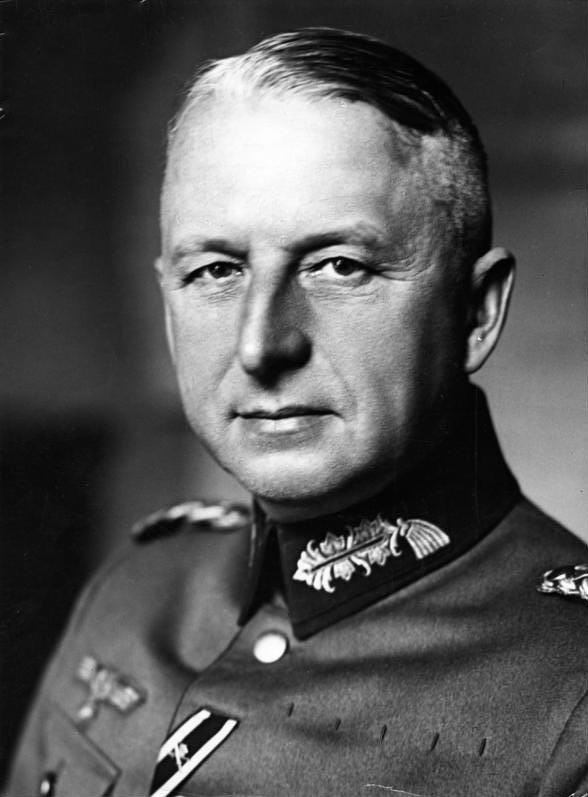
«Батько» Штурмґешютце.

Еріх фон Манштейн, уроджений Левінскі, народився 24 листопада 1887 р. у сім'ї із глибокими традиціями військової служби напротязі кількох поколінь. 1913 року Манштейн вступив до Академії Генерального штабу, де він опановував основи військової стратегії. До 1917 року він набував досвіду в штабі 1-ї армії, брав безпосередню участь як у розробленні військових планів, так і безпосередньо у боях, зокрема в останньому німецькому наступі при Реймсі і в оборонних боях біля Седана. 1 липня 1935 року його призначають начальником Оперативного відділу Генерального штабу, а в лютому 1938-го він очолив штаб 3-го (Берлінського) військового округу. Набутий у штабі досвід дозволив йому уже під час ІІ-ї світової війни досягти видатних успіхів у оборонних боях проти переважаючих радянських сил і врятувати від знищення цілу армію. Та важливішим є той факт, що це був період інтенсивного створення німецьких бронетанкових військ, і Манштейн (поряд із Г.Гудеріаном) докладав титанічних зусиль, щоб сприяти розвитку німецької бронетехніки. Проте, будучи піхотинцем, Манштейн як ніхто інший розгледів у цьому роді військ можливість надати піхоті додаткову свободу оперативного маневру в майбутніх конфліктах.
Послідовно прагнучи досягти цієї мети, після свого призначення на посаду начальника Оперативного відділу Генштабу, Манштейн зайнявся розробленням концепції цілком нового виду зброї: штурмової артилерії. Зі свого власного досвіду Манштейн знав, що після прориву оборонних позицій супротивника і виходу на відкриту місцевість, піхота зазвичай не могла просуватися далі, бо її наступові заважали ізольовані осередки опору, незнищенні вогневі точки і уцілілі після артпідготовки бліндажі. Занадто багато часу ішло на висування піхотних польових гармат наперед — а гаубична артилерія й міномети із закритих позицій не мали можливості достатньо швидко визначити і вивести з ладу ці малорозмірні й замасковані цілі. Досвід І-ї світової показував, що наступ великих мас людей часто захлинався на третій-четвертій лініях оборони, коли, здавалося, прорив пройшов успішно. Адже необхідно було мати якусь зброю, достатньо потужну і при цьому здатну пересуватися разом із піхотою на полі бою під час атаки й прориву; а також таку зброю, яка могла б негайно і ефективно вести вогонь по цілях по мірі їх виявлення і надійно виводити цілі зі строю.
1935 року у своїй доповідній записці одночасно і начальнику Генштабу і командуючому сухопутними військами, полковник Манштейн вніс пропозиції почати розробку захищених бронею гармат на самохідних лафетах для безпосередньої підтримки піхоти. Полковник Манштейн рекомендував концепцію піхотних нім. Begleitbatterien (супровідних батарей) генералові Беку, Начальнику Генерального штабу Вермахту 1935 року. Манштейн гадав, що ці самоходки мали б застосовуватися не як варіант танка, а швидше як засіб підтримки піхоти для знищення цілей прямою наводкою великого калібру. Штурмґешютц, по-суті, мав стати броньованим піхотинцем: завданням штурмґешютцу було просуватися уперед разом із піхотою і знищувати укріплення, доти, кулеметні гнізда, снайперські позиції і танки. Від початку цей бойовий засіб не призначався для прориву, заходу в тил і перерізання комунікацій, для чого призначено танки; цей засіб також не було призначено безпосередньо для боротьби з танками, для чого призначалися як антитанки, так і «мисливці на танки».
Еріх фон Манштейн назвав цей новітній вид зброї штурмовою артилерією. З метою надати їй яскраво вираженого наступального характеру, він виступав за відділення її від звичайної артилерії. За задумом, кожна піхотна дивізія повинна була б мати дивізіон штурмових гармат із трьох батарей, у кожній із них по 6 самоходок. Після певного спротиву з боку певних чинів Головного командування сухопутних військ, цю пропозицію схвалили начальник Генштабу Бек і командувач сухопутними військами генерал-полковник фон Фріч.
Цю гармату у найкоротші терміни розробили в Управлінні озброєнь Генштабу сухопутних військ, а восени цього ж року Фріч підписав документ, згідно із яким до кінця літа 1939 року кожна кадрова дивізія повинна була мати у своєму складі дивізіон штурмових гармат. На осінь 1940 року такий підрозділ повинна була мати і кожна резервна дивізія. Однак початково передбачалося, що у кожній батареї буде лише по 4 гармати. Виконання програми ускладнилося відставкою Фріча і призначення Манштейна в діючу 18-ту піхотну дивізію, який таким чином не міг впливати на процес створення нового виду зброї. Новий командувач сухопутних військ Брауніч вніс ряд коректив у програму створення штурмових самохідних гармат, хоча тестовий екземпляр на полігоні в Дебериці на поч. 1938 року показав блискучі результати. Запланована кількість штурмових гармат скорочувалася, їх планували використовувати лише як резерв Верховного командування. Як наслідок — в операціях на Західному фронті влітку 1940 року застосовували лише кілька батарей Штурмґешютце.
Таким чином, концепцію штурмової артилерії розробили іще до ІІ-ї світової війни, та розвиток її було зупинено; постачання у війська запізнилося насамперед тому, що Манштейна, Фріча і Бека (людей, що висунули й прийняли саму ідею створення новітнього виду зброї) було усунуто з їхніх посад у Головному командуванні сухопутних військ.
1935 року планували застосувати цю зброю в першу чергу в наступальних операціях з метою забезпечити піхоту засобами безпосередньої підтримки, що могли б пересуватися безпосередньо із нею і які були здатні ефективно зламати опір супротивника, розчистити шлях для наступних атак і проривів. Відповідно до пропозиції Манштейна, основним завданням Штурмґешютце було заповнити той розрив у вогневій підтримці піхоти, що виникає після прориву передових позицій супротивника.
В.Черчілль, із промови "Тим Небагатьом" 20/08/1940 р.
Цей розрив мав часто критичний характер. У цей найтяжчий і рішучий момент бою, коли піхота залишається без захисту і підтримки артилерії, піхоті найбільше й потрібна саме така зброя, адже у цей час кожен додатковий снаряд супротивника, випущений по ділянці прориву, несе велику загрозу наступаючим. Окрім того, оскільки штурмові гармати могли також ефективно використовувати в обороні, у тісній співпраці з піхотою, — то Штурмґешютце могли узяти на себе найважчу частину завдання зривати танкові атаки супротивника, що передують атакам піхоти.

### Розроблення штурмової гармати і нового роду військ
Нову зброю для піхоти розробляло нещодавно створене 8-ме (Технічне) Управління Генерального штабу сухопутних військ. Генерал-майор Манштейн доручив виконання цієї задачі полковнику Вальтеру Моделю і майору Роттиґеру. У період розроблення Штурмґешютце, Головне командування сухопутних військ усіляко саботувало цю справу. Танкісти ж, оцінивши потужність великокаліберного маневрового бойового засобу, усіляко намагалися вивести ці підрозділи із відома артилерії і підпорядкувати собі. Гудеріан, усвідомлював у цих машинах конкурента танкам у тому розумінні, що Штурмґешютц спроектовано на шасі Panzer III. Він вимагав, щоб усі виробничі потужності танкової промисловості було виділено на виробництво саме бойових танків, не зважаючи на те, що Штурмґешютце було значно дешевшим і його випуск збільшував кількість броньованої техніки у цілому. Гудеріан не сприймав навіть такий аргумент, що відмова від башти передбачала установлення гармати більшого калібру, хоча це питання надалі набуло величезного значення з огляду на вдосконалення танків супротивника.
Прихильників штурмової артилерії на чолі із Манштейном почали називати «могильщиками бронетанкових військ». При цьому, із перших же днів бойового використання штурмової артилерії Штурмґешютце зарекомендували себе як найвищого ступеня ефективний засіб ведення бойових дій, основний засіб підтримки піхоти. Спочатку проти ідеї Манштейна виступала навіть Інспекція артилерії: процес їх несприйняття сучасних технологій зайшов так далеко, що вони пропонували перевести штурмову артилерію на кінну тягу. Манштейн доводив, що навіть у І-шу світову супротивник здобув перемогу завдяки використанню моторизованих частин, що мобільні види зброї, прикриті бронею на полях воєнних дій мають вирішальне значення і що зброю безпосереднього контакту із ворожим вогнем ніяк не можна застосувати на кінній тязі.
На ранній стадії розроблення Штурмґешютце виникали різні міркування стосовно базових характеристик нової зброї. У суперечках зійшлися на таких трьох:
- достатня вогнева потужність Штурмґешютце досягається використанням 75-мм гарматою з унітарним патроном;
- гармата із достатньою кількістю боєприпасів до неї установлюється на гусеничному шасі;
- команда гармати має бути прикрита бронею, що захищатиме команду щонайменше від шрапнелі і 20-мм снарядів.

Спочатку планували установити гармату на самохідному гусеничному шасі з броньовими листами спереду й обабіч, залишаючи відкритими верх і задню частину. Таке компонування броні було характерне для мобільної артилерії (наприклад, САУ Grille, Wespe, Hummel і кількох винищувачів танків: Jagd Pz.I Marder I, II i III), що вела вогонь із закритих позицій чи прямою наводкою із укриття (засади). Це забезпечувало легкість обслуговування машини, чудовий огляд і здатність екіпажу швидко покинути бойовий засіб у разі влучання ворожого снаряду.

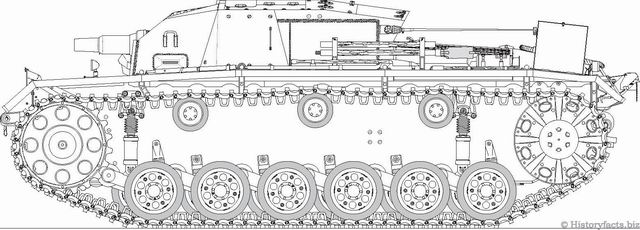
StuG III, Ausf. A

Однак, такого бронювання було недостатньо для безпосереднього контакту із ворогом. Така пропозиція робила Штурмґешютц дуже вразливим під час виходу на бойову позицію і під час самої атаки — тож від пропозиції відмовилися на користь повного бронювання корпусу машини. Складність також викликала необхідність спроектувати власне шасі. Переломний момент настав, коли вдалося добитися виділення для дослідно-конструкторських робіт кількох шасі танка Pz.III. Замість танкової надбудови з баштою, що оберталася, було спроектовано нерухоме бойове відділення. Здатність гармати вест круговий обстріл виявилася надлишковою, оскільки штурмові гармати не передбачались для ведення самостійних операцій із рейдами у глиб оборони супротивника. На шасі Pz.III установили захищену бронею 75 мм гармату L/24 Sturmkanone 37 із кутом елевації 30° (від −10° до +20°) і кутами горизонтальної наводки по 12° у кожен бік. завдяки тому, що не було башти, бойова машина виявилася майже на метр нижчою за танк, а досягнута економія у вазі дозволила посилити лобову броню без переобтяження носової частини. Оснащали цією гарматою серії бойових StuG III Ausf. від A до E.
Таким чином конструктори досягали четвертої вимоги — було запропоновано зробити Штурмґешютце із якнайнижчим профілем, не вище середнього зросту піхотинця. Фактично, Штурмґешютце і став виконувати роль «важкого піхотинця»: броньованого штурмовика із великою вогневою потужністю. Проблема ж переобтяження носової частини перед конструкторами виникла значно пізніше: вимога постійно протистояти великій кількості добре броньованих танків вимагала застосовувати усе довші стволи; однак тут Штурмґешютц уже виступав у невластивій для себе ролі — у ролі винищувача танків, для чого його не було спроектовано.

### Від розроблення до випробування

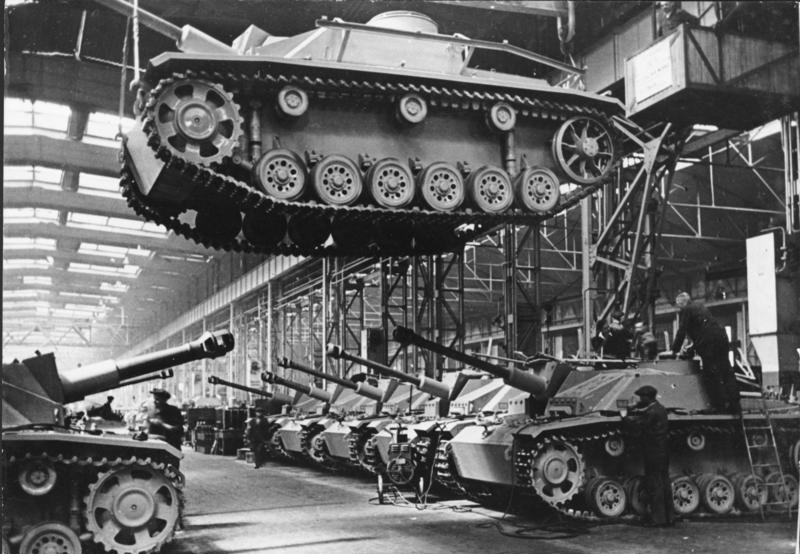
Цех підрозділу «Alkett» компанії «Rheinmetall», 1943 р.

«Daimler-Benz AG» отримав наказ розробити і виробити прототип Штурмґешютце 15 червня 1936 року. Фірма створила п'ять прототипів, які базувалися на шасі Panzer III, які надалі не застосовували у бойових операціях, проте використовували для тренування.
Перші серійно вироблені машини, Sturmgeschütz III Ausf A, прибули в бойові частини у 1940 році, озброєні 75 мм StuK 37L/24 гарматою і збільшеною лобовою бронею (з 30 мм до 50 мм). Головний калібр мав обмежений боковий траверз, монтувався прямо у Каземат-подібному корпусі. Це забезпечувало дуже низький профіль машини і зменшувало ймовірність влучання ворожого снаряду в Штурмґешютце, а також уможливлювало ефективно застосовувати прийом дефіляди. Іншими словами, Штурмґешютц міг легко скористатися рельєфом чи штучними перепонами (спорудами, насипами, укріпленнями, руїнами тощо) щоб прикрити корпус від уражень, чи сховатися, чи влаштувати засідку.
Перший прототип Штурмґешютце було представлено 1937-го р. на артилерійському полігоні в Куммерсдорфі, де його презентували групі представників Головного командування сухопутних військ. Прототип було оснащено 75-мм гарматою KwK L24 з боєкомплектом 44 снаряди, розміщених у бойовому відділенні в спеціальних гніздах; приводився в рух карбюраторним бензиновим двигуном потужністю 300 к.с. Шасі танка Panzer III залишилося без змін, лобову броню було нарощено до 50 мм. Як і планували, гармата мала суцільний бронезахист і планові кути горизонтального наведення.
Екіпаж складався із 4 чоловік: командир, навідник, водій-механік і заряджальник. Доступ до бойового відділення здійснювався через два люки в броні (закривалися у бойовому положенні). Командир вів спостереження через стереотрубу з лінзами, що виступали назовні, а також через розміщені усередині машини окуляри. Навідник мав панорамний приціл; установлення спеціального обладнання дозволяло також вести вогонь із закритих позицій (прийом використовували рідко). Заряджальник одночасно виконував функцію радиста; водій-механік допомагав командирові вести огляд за полем бою, особливо на близьких відстанях.
Офіційне представлення і випробування закінчилися позитивно. Одразу ж після випробувань Ютеборзькому навчальному полкові доручено виробити принципи і вивчити можливості застосування Штурмґешютце відповідно до вказівок 4-го Управління Генерального штабу сухопутних військ (Інспекції артилерії). А восени 1937 уже було створено експериментальний 7-й навчальний артилерійський полк. Узимку 1937/38 почали випробування новітньої зброї. Ці випробування закінчилися через рік військовими навчаннями разом із навчальним піхотним полком, що розташовувався в Деберитці. Усі навчання проводили на прототипах чи просто на шасі танків Pz.III. Для доведення ваги шасі до розрахункових, установлювали чавунний баласт.
Фельдмаршал фон Манштейн
У той же час почали розробляти настанови для стрільби зі Штурмґешютце. Оскільки новий рід військ вів початок із артилерії, то артилеристи від початку застосовували «вилковий» метод стрільби: це дозволяло артилеристам із третього пострілу із практично 100% імовірністю знищити ціль. Танкісти витрачали більше боєприпасів і часу на враження супротивника, однак із часом перебрали метод стрільби артилеристів.
Хоча стрільби закінчилися із позитивним результатом, а військові випробування пройшли успішно, — тим не менше, через усунення з посад керівництва сухопутних військ, заплановану програму виробництва Штурмґешютце було зірвано. На початок 1940 р. було сформовано лише шість батарей штурмових гармат. Більше того, у деяких «виготовлених вручну» машин було виявлено виробничі дефекти, тож у бойових умовах брали участь лише 4 батареї (640, 659, 660, 665).

## Застосування Штурмґешютце в бою

### Принципи застосування штурмової артилерії
1. Штурмова артилерія є таким видом зброї, який на полі бою застосовується у вирішальному місці. Застосування бригади як єдиної бойової одиниці забезпечує їй найвищу ефективність. Ударна сила і вогнева потужність Штурмґешютце, за умови її концентрації на невеликій площі, здатні зламати будь-який опір супротивника.
2. Боєготовність бригади і її здатність виконати свої завдання забезпечуються завчасним плануванням і належним постачанням. Своєчасне і достатнє постачання боєприпасами, пальним і запчастинами є першочерговою задачею командування.
3. Польова артилерія і Штурмґешютце доповнюють одне одного і мають взаємодіяти якнайтіснішим чином. Командири Штурмґешютце, що перебувають на передовій лінії фронту, мають якнайкращі можливості для спостереження за ситуацією і її оцінкою. Радіозв'язок із польовою артилерією забезпечує надійне управління вогнем.
4. Застосування штурмових гармат вимагає хорошого знання їх особливостей і можливостей. Штурмова артилерія має свої власні тактичні принципи. Зневажання цих принципів у бойовій обстановці може поставити під загрозу саме застосування цієї зброї.
5. Штурмова артилерія має застосовуватися після того, як буде визначено основний напрям атаки супротивника. Можливість раптової зміни ситуації, оманливих маневрів супротивника і його перегрупування призводять до необхідності мати кілька штурмових гармат у резерві.
6. Штурмґешютце мають іти в атаку разом із розгорнутою у глибину піхотою. Обмежений кут горизонтальної наводки, складності із захистом при зближенні із супротивником, а також слабке бронювання бортів і корми — це робить прикриття Штурмґешютце піхотою і саперами обов'язковим.
7. Поспішне введення Штурмґешютце у бій призводить до втрати людей і технікою. Командир підрозділу Штурмґешютце має провести розвідку місцевості, знати результати розвідки боєм і пильно відпрацювати питання взаємодії із іншими родами військ.
8. Використання штурмових гармат у нічний час проти укріплених позицій і сильної протитанкової оборони може привести до успіху, якщо атака проводиться раптово і за достатньої видимості, а також, якщо умови місцевості не представляють особливих складностей. У такому разі обмежена ціль для атаки і тісна взаємодія з піхотою є попередніми умовами.
9. Після виконання поставленої задачі штурмові гармати мають відводитися із поля бою для того, щоб відновити їх боєготовність. Технічний огляд і постійне обслуговування, а після кількох днів боїв і необхідний ремонт бойової машини є передумовами до тривалої і успішної експлуатації штурмових гармат[12].

### Формування дивізіонів Штурмґешютце
Початково формування дивізіонів штурмових гармат відбувалося виключно у 4-му навчальному артилерійському полку. Пізніше цей полк було розділено на два, і формування бойових підрозділів стало проводитися також і в 3-му навчальному полку, в його базовому навчальному центрі «Адольф Гітлер». Спочатку готували два дивізіони за три місяці, потім збільшили випуск до трьох дивізіонів за два місяці. З початком 1941 року для формування додаткової кількості бойових частин стало можливо використовувати запасні дивізіони. А починаючи з 1943 року свій внесок у справу формування дивізіонів стало вносити й Училище штурмової артилерії.
Незважаючи на втрачений час у формуванні новітнього роду військ, три повноцінні дивізіони устигли взяти участь у Балканській кампанії проти Югославії і Греції навесні 1941 року. На час розгортання кампанії проти Радянського Союзу німецька армія мала шість повністю укомплектованих і боєготових дивізіонів штурмових гармат, по два на кожну із трьох груп армій. Додаткові дивізіони, які формували в тилу, швидко могли перекидати на фронт залізницями.
Перше застосування кількох експериментальних Штурмґешютце мало місце у Польській кампанії. Першою батареєю, створеною в березні 1940 року в навчальному полку в Ютеборзі, була 640-ва батарея. Вона ж і стала першим бойовим підрозділом штурмової артилерії Вермахту. Командиром батареї став обер-лейтенант Еґлофштайн. Кожною машиною командував офіцер, у кожному із трьох взводів батареї (усього 6 машин) було по 2 Штурмґешютце із короткоствольною гарматою 7,5 см, панорамними бінокулярними прицілами і приладами спостереження, спрямованими вперед. Кожен командир вогневого взводу мав у своєму розпорядженні так звану командирську машину — 3-тонний бронетранспортер Sd.Kfz 251 або SPW, оснащені стереоскопічним приладом спостереження. Командир взводу мав зв'язок із обома машинами свого взводу, так само і командир батареї на своєму 3-тонному бронетранспортері міг по радіо зв'язатися з командирами вогневих взводів. 640-ва батарея почала свій бойовий шлях 10 травня 1940 року, б'ючись на вістрях головних ударів біля Бастоні, Седана, Дюнкерка і Ам'єна під час Французької кампанії.
Серед перших батарей, сформованих у Ютеборзі, також були 659-та батарея (сформована 20 січня 1940 року). Вона теж брала участь у Французькій кампанії, вступивши у бій при форсуванні річки Маас 10 травня 1940 року. 660-та батарея, сформована поблизу Ютеборга (містецко Цинна) на початку квітня 1940 року своє бойове хрещення здобула в десятих числах травня 1940 року при форсуванні р. Маас, де артилеристи підтримували вогнем 3-тю піхотну дивізію. 665-та батарея Штурмґешютце сформувалася у квітні 1940 року. Її задіяли вже під час ІІ-го етапу Французької кампанії, починаючи з 10 червня 1940 року батарея успішно діяла біля Вогезських гір, де вона проривала оборонні лінії французів, придушуючи вогнем ДОТи і ДЗОТи знаменитої «лінії Мажино». 666-та батарея (5-та окрема частина штурмової артилерії) почала формуватися у травні 1940-го в Цинні на базі 6-го навчального артилерійського полку. Батарея брала участь у навчанні до операції «Морський лев» (План «Зеельове»). Бойовий шлях батарея, однак, розпочала о 10-й ранку 22 червня 1941 року разом із солдатами 32-ї піхотної дивізії групи армій «Північ». Шостою окремою батареєю Штурмґешютце, сформованою в Цинні 1940 року, стала 667-ма окрема батарея. Її теж планували задіяти в операції «Морський лев» і провели навчання у кількох портах атлантичного узбережжя Франції. Відпрацьовували завантаження у транспортні судна, висадку на берег і ведення подальших наступальних операцій. Наприкінці 1940-го батарею повернули до Німеччини, де в навчальному центрі Деберитц артилеристи продовжували вдосконалювати майстерність, насамперед у взаємодії з піхотою. Рано-вранці 22 червня 1941 року батарея перетнула кордон з СРСР в авангарді 30-ї піхотної дивізії у напрямі Кедайняя (Литва). А справжнє бойове хрещення батарея отримала 8 липня в операції з підтримки наступу на м. Себеж (Псковська обл., Росія) двох дивізій Ваффен-СС. У цих боях батарея проводила енергійні атаки на позиції супротивника і подавляла його вогневі точки. Успіх батареї закріпив віру артилеристів у свої сили, а командування наземних військ остаточно переконало у ефективності нового роду військ.
Останні сумніви стосовно цього нового виду зброї зникли у перших же боях. Його ефективність говорила сама за себе. Лише за кілька перших місяців штурмові гармати заслужили блискучу репутацію у всій німецькій армії, насамперед у піхоті. Проте, перші ж зіткнення із ворогом виявили вади у організаційній структурі штурмової артилерії. Насамперед з'ясувалося, що бронетранспортери через своє слабке бронювання виявилися нездатними іти в бій разом зі штурмовими гарматами. Тому командири взводів віддавали накази своїм екіпажам, пересуваючись пішки. Пізніше командири взводів і батарей отримали свій власний Штурмґешютц. Перші ж сутички із новітніми радянськими танками т-34 і КВ показало, що Штурмґешютце виявлявся засобом останньої надії у відбитті атак численних броньованих підрозділів, проти яких виявлялися безсилими основні німецькі протитанкові гармати Pak 35/36 i Pak 38. Низький профіль Штурмґешютце до певної міри компенсував тонке бронювання корпусу, проте стало очевидно, що застосовувати короткоствольну Sturmkanone 37 L/24 проти середніх і важких танків недоцільно. Тому виникла потреба або розробляти спеціалізовану машину для полювання на танки, або ж модифікувати Штурмґешютц (збільшувати бронювання корпусу і проектуючи потужнішу гармату), фактично перетворюючи його на універсальну машину і наділяючи невластивими штурмовій артилерії характеристиками.

### Генеза озброєння штурмової артилерії

#### Наступальна тактика ведення війни (1941–1942)

###### Гаубиця як засіб підтримки батареї

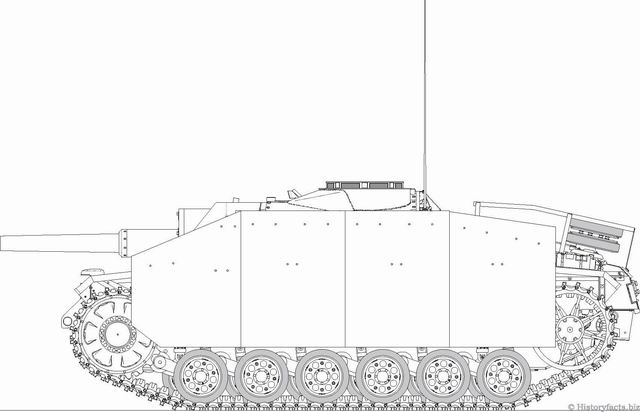
SturmHaubitze III, Ausf. G

Хоча в процесі серійного виробництва в штурмові гармати, створювані у 1941-1943 рр., було внесено кілька незначних, але суттєвих удосконалень технічного характеру — гармати, по суті, залишалися такими ж, як і їхні прототипи зразка 1937 року. Основна відмінність полягала у тому, що замість 75-мм гармати KwK L.24 незначну кількість машин оснастили 105-мм гаубицею L.28. Необхідність установлення гаубиць на деякі з зарезервованих для потреб Штурмґешютце танкових шасі піддавали сумніву у перші два роки війни на Східному фронті. Від самого початку більшість спеціалістів вважало, що у маневровій війні перевага за гарматами перед гаубицями.
Із іншого боку, думка їх опонентів мала сенс у тому випадку, коли виникала потреба тісної співпраці підрозділу Штурмґешютце із гаубичною польовою артилерією. При цьому логічно виглядало включити у підрозділ штурммґешуце підрозділ гаубиць, виконавши їх на тому ж шасі, що і Штурмґешютце (для синхронізації швидкості на марші). При цьому, застосування цих гаубиць підпорядковувалось конкретним умовам виконуваної задачі, місцевості і особливостей протиборчої сторони. Безумовно, для наступальних дій на вузькому відтинку фронту високомобільні і високоточні гаубиці близького радіуса дії, що завдають удару на негайну вимогу Штурмґешютце, є вагомим додатком у вогневій потужності наступальній стороні.
Проте, на завершальному етапі війни обидві сторони почали вважати, що вирішальне значення на полі бою мало знищення танків супротивника. А перехід Німеччини до оборони примусив Генштаб припинити постачання штурмової артилерії гаубицями. Це могло бути як наслідком порівняльної оцінки бойової цінності двох різновидів артилерійської зброї, так і наслідком знищення частини виробничих потужностей Німеччини у ході повітряних нальотів союзників.

##### Організаційні зміни у батареях
Із організаційної точки зору в 1940—1941 рр. дивізіон штурмових гармат складався із трьох батарей із шістьма гарматами в кожній. У свою чергу, батареї ділилися на три вогневих взводи, в кожному із яких було по дві штурмовій гармати. Усі командири дивізіонів, батарей і взводів отримували командирські машини Sd.Kfz 251 i 253 — проте майже одразу у всіх дивізіонах ці машини стали використовувати з іншою метою, а офіцери зайняли місця командирів гармат у бойових машинах. Лише таким чином вони могли здійснювати командування, перебуваючи безпосередньо у бойових порядках довірених їм військ. Інакше б вони йшли на ризик самогубства або мали б перебувати позаду бойових машин чи мали б пересуватися пішки разом із машинами.
Пройшов рік, поки організаційна структура штурмової артилерії зазнала змін і кількість гармат збільшилася. У 1942 році командири взводів отримали Штурмґешютц замість своєї командної машини. Узимку 1942/43 рр. кожна батарея отримала десяту гармату для свого командира, а протягом 1943 р. і командира дивізіону забезпечили власним штумгешуцом. Таким чином, штатна кількість дивізіону зросла до 31 бойової машини — за вогневою потужністю це майже дорівнювало роті танків Panzer IV. У більшості дивізіонів, де були гаубиці StuH 42, їх зводили в один взвод на батарею чи в одну батарею на дивізіон. У будь-якому разі організаційна структура дивізіону гнучко змінювалася, відповідно до бойової обстановки, виконуваної задачі чи місцевості.
Із перших же років застосування Штурмґешютце командири її дивізіонів, батарей і взводів долали нерозуміння і опір піхотних командирів вищого рангу, які не розуміли основного принципу застосування Штурмґешютце — концентрувати їх на ділянках першочергового оперативного значення. Потрібно було застосовувати усю силу переконання, щоб запобігати розпиленню батарей по різним дивізіям чи полкам, взводів по батальйонам, а окремих гармат по ротам. Кожен піхотний офіцер намагався здобути гармати для артпідтримки. Із часом, із досвідом співпраці піхоти і Штурмґешютце, концепція правильного застосування штурмової артилерії як виключно ефективної зброї проклала собі шлях. У більшості випадків взаємодія з піхотою пропрацьовувалася до дрібниць під час особистої зустрічі офіцерів двох родів військ. Як правило, батарею підпорядковували командирові піхотного батальйону, котрому доручали виконання завдання на найважливішому в тактичному відношенні відтинку. Однак, з огляду на те, що командири Штурмґешютце мали набагато більший бойовий досвід, часто обер-лейтенант артилерії командував майором піхоти. Часто бойова міць усього однієї батареї (9 машин і 25 чоловік) могла стати вирішальною у масштабах піхотної дивізії (16,5 тис. солдатів і офіцерів).
Відповідно до принципів застосування Штурмґешютце, завжди, як лише дозволяли час і технічні засоби, проводили детальну і пильну розвідку місцевості. Іноді піхотний командир пересувався разом із командиром батареї в його машині, у тісному контакті з Штурмґешютце перебували навіть командири рот. Артилеристи не мали радіозв'язку з піхото, тому вони використовували обумовлені сигнальні засоби. У випадку, коли бій відбувався у невигідних умовах, наприклад, на відкритій місцевості, піхота намагалася ховатися групами за машинами. Одразу ж цей прийом, а також десантування піхоти на броні машини категорично заборонили з огляду на те, що супротивник концентрував вогонь на смертельно небезпечних для нього Штурмґешютце — зупинити які можна було лише неодноразовим прямим влучанням.

##### Тактико-технічні удосконалення бойових машин
- StuG III Ausf. A: (Sd.Kfz. 142; січень 1940-травень 1940, 30+6 машин випущено фірмою «Daimler-Benz») Уперше застосовані у Французькій кампанії; StuG III Ausf. A було виконано на модифікованому шасі 5./ZW (Panzer III Ausf. F) із фронтальним бронюванням, нарощеним до 50 мм. Останні 6 машин збудовано на шасі від Panzer III Ausf. G.
- StuG III Ausf. B: (Sd.Kfz 142; червень 1940-травень 1941, 300 машин випущено фірмою «Alkett») Збільшено ширину траків (до 380 мм). Дві гумові шини на котках гусениць було розширено відповідно з 520×79 мм до 520×95 мм кожну. Обидва типи котків на гусеницях стали взаємозамінними. Проблемну 10-ти швидкісну трансмісію замінено на 6-швидкісну. Поліпшено роміщення переднього ролика на гусениці, унаслідок чого зменшилася імовірність зіскакування гусениці з котків. У половини машин моделі Ausf. B оригінальну тягову шестерню (великий передній коток, виготовлявся методом фрезерування) із вісьмома круглими отворами було змінено на нову квіткоподібну литу тягову зірочку з шістьма секціями. Ця нова тягова шестерня могла використовувати трак шириною як 380 мм, так і 400 мм.
- StuG III Ausf. C: (Sd.Kfz 142; квітень 1941, вироблено 50 одиниць техніки) Оглядове віконце навідника гармати, що було над візором водія на практиці виявилося дуже вразливим до влучання. Замість нього над верхнім бронюванням прироблено надбудову з отвором для перископа, яким користувався навідник. Змінено також дизайн лінивця (задньої великої шестерні, що підтримувала трак).
- StuG III Ausf. D: (Sd.Kfz 142; травень-вересень 1941, вироблено 150 машин) це було просто продовження контракту на модель Ausf. C. Установлено бортовий інтерком (переговорний пристрій між членами екіпажу). У всьому іншому — ідентична моделі Ausf. C.
- StuG III Ausf. E: (Sd.Kfz 142; вересень 1941-лютий 1942, виготовлено 284 одиниць) Вмонтовано прямокутні броньовані ящики для радіоапаратури. Трохи збільшено об'єм бойового відділення, що дало змогу розмістити 6 додаткових снарядів для головного калібру (боєзапас збільшено із 44 до 50 снарядів). Додано кулемет MG-34 із 7 магазинами барабанного типу на правій задній частині бойового відділення — для захисту від ворожої піхоти. Для командирів екіпажів установлено стереоскопічний перископ (типу «ножиці») SF14Z[13]

SEARCH: 
Enter Search Term
Sturmgeschutz III/IV].

#### Нове озброєння: від дивізіонів до бригад (1943—1945)

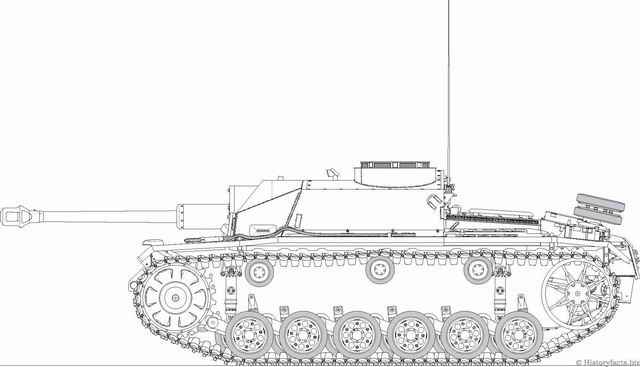
StuG III, Ausf. G, вересень 1944 р.

У 1943 році в підрозділах штурмової артилерії сталися суттєві зміни. Наприкінці 1942 р. Штурмґешютце почали оснащувати новою гарматою, 40 L.48 калібром 75 мм. Машини, які ще були в строю, поступово переозброювали. Стволи нових гармат були довшими за попередні на 24 калібри, що дозволяло ефективніше застосовувати боєприпаси для боротьби з новітніми радянськими танками т-34 і штурмовими гарматами. Кількість боєприпасів при цьому знижувалася (за рахунок більших зарядів до снаряда) до 42 пострілів. Треба зазначити, що за комплектом було передбачено гнізда для снарядів — однак ці гнізда артилеристи демонтували (як і на Штурмґешютце із короткоствольними гарматами), а снаряди розміщували на підлозі бойового відділення. Таким чином досягали максимального завантаження машини боєзапасами. У короткоствольних машинах артилеристи умудрялися розміщати до 120 пострілів. На нових машинах можна було розмістити 90-100 пострілів. При цьому артилеристи доводилося сиділи на снарядах, протискувалися між ними — заради збільшення ефективності свого екіпажу в бою.
Подовжені стволи робили машину тяжчою і зміщували центр тяжіння трохи угору. Установлення більшого бронювання призводила до втрати маневреності й рухливості гармати на полі бою. Однак, ці незначні недоліки компенсувала вогнева перевага нової моделі гармати. Кришку люка для командира замінили на стандартну танкову командирську башточку, оснащену на додачу перископом. Це значно полегшувало командиру огляд за полем бою. Спочатку башточки могли обертатися на 360°, проте після нальотів союзницької авіації на заводи Швейнфурта (шарикопідшипники) восени 1943 р. випускали нерухомі башточки. Із серпня 1944 року обертальні башточки повернули на Штурмґешютце. Хоча башточка й збільшувала профіль на кілька сантиметрів, поле огляду збільшувалося навсебіч, тому це було великою перевагою у порівнянні з попередніми моделями, адже тепер Штурмґешютце все частіше йшли в бій із зачиненими люками.

##### Організаційні зміни у батареях
Штурмові дивізіони було перейменовано у бригади, щоб увести в оману супротивника. На практиці ж не вдавалося не лише збільшити кількість Штурмґешютце в підрозділах, а й просто підтримувати їх штатну кількість. Більше того, бригади продовжували перебувати в армійському підпорядкуванні, і лише деякі дивізії мали власний дивізіон Штурмґешютце хоча б на час, а не за штатом (танковий корпус «Велика Німеччина», «Лейбштандарт», «Дас Райх», танко-десантна авіапольова дивізія «Ґерман Ґерінґ»).
Протягом 1944-го і на початку 1945-го деякі бригади почали отримувати мисливців на танки (машини типу «яґдпанцер») на базі Pz-IV під назвою Jagdpanzer IV, оснащені гарматою L.70 калібру 75 мм. Штатна кількість кількох бригад зросла, і їх перетворено в бригади штурмової артилерії. На додачу до трьох гарматних батарей бригади було додано штабну батарею і так звану гренадерську батарею супроводу: остання складалася із трьох піхотних і одного саперного взводів, озброєних автоматами Sturmgewehr 44. Кількість гармат у кожній батареї збільшили до 14-ти (тобто по 4 на вогневий взвод, плюс одна машина командира роти плюс одна резервна). У штабну батарею входило три гармати. Таким чином бригада штурмової артилерії мала в сукупності 45 гармат, що приблизно відповідало вогневій потужності schwere panzerabteilung (перекладають як «важкий танковий батальйон»). Така організаційна структура виявилася особливо ефективною, оскільки ні танки, ні Штурмґешютце в останні два роки війни не застосовували за прямим призначенням. Виконувані ними завдання диктувала необхідність вести оборонні бої із застосуванням контрударів. Таким чином, роль цих двох принципово різних типів зброї була на практиці однаковою.
У бригадах, сформованих у межах нової організаційної структури, між екіпажами Штурмґешютце і їхніми піхотними підрозділами прикриття поступово виникало кревне братство. Такого роду стосунки рідко виникали у інших родах військ: вони не могли виникнути між підрозділами після усього кількох спільних боїв чи операцій. Таких підрозділів було небагато, проте вони показали себе із найкращого боку.

##### Тактико-технічні удосконалення бойових машин
- StuG III Ausf. F: (Sd.Kfz 142/1; березень-вересень 1942 р., випущено 366 машин) Це перша машина із серії Штурмґешютце, оснащена довшою 7.5 cm StuK 40 L/43 (75 мм протитанковою) гарматою. Пострілом бронебійним снарядом Panzergranat-Patrone 39, гармата StuK 40 L/43 могла пробити броню товщиною 91 мм під кутом 30° з відстані 500 м, 82 м з 1,000 м, 72 мм з 1,500 м, 63 mm з 2,000 м, що означає: StuG Ausf. F був здатний протистояти всім радянським танкам із відстані, на якій ті не могли помітити Штурмґешютц. Ця переміна означала, що StuG став більшою мірою мисливцем на танки, аніж засобом підтримки піхоти. Цю модель уже оснащено вентилятором у даху для, щоб відводити дим від пострілів. Це дозволяло вести безперервний вогонь. Починаючи із червня 1942 року, на фронтальну 50 мм броню нарощено додаткові 30 мм бронепластини, таким чином товщину броні доведено до 80 мм. Із червня 1942 р., Ausf. F отримав гармату приблизно на 13 дюймів (334 мм, якщо точніше) довшою 7.5 cm StuK 40 L/48 гарматою. Стріляючи згаданими боєприпасами, довша L/48 гармата могла пробити 96 мм, 85 мм, 74 мм, 64 мм відповідно (із 30° нахилом).
- StuG III Ausf. F/8: (Sd.Kfz 142/1; вересень-грудень 1942, випущено 250 самоходок) Введення вдосконаленої конструкції корпусу аналогічна тій, що використовується для Panzer III Ausf. J/L з посиленим кормовим бронюванням. Це було восьмою версією корпусу Panzer III під назвою «F/8.» Ця версія корпусу має отвори для буксирних гаків уздовж бічних стінок корпусу. Починаючи із жовтня 1942 року, задля скорочення часу  виробництва машин, 30 мм пластини до корпусу стали прикручувати болтами. Починаючи з цієї версії корпусу гармата 7.5 cm StuK 40 L/48 стала стандартом для штурмових гармат аж до закінчення випуску серії G.
- StuG III Ausf. G (Sd.Kfz. 142/1; грудень 1942 - квітень 1945, випущено близько 8423 штурмових гармат, 142 із них побудовано на шасі Panzer III Ausf. M, 173 перетворено з Panzer III): це остаточна і, безумовно, найпоширеніша із серій StuG. Було розширено надбудову корпусу (висота машини при цьому зросла до 2160 мм. Зворотний бік стіни бойового відділення випростався, і вентилятор на верхній частині надбудови перенесено у задню частину бойового відділення. Із березня 1943 року прибрано перископ водія. У лютому 1943-го до виробництва штурмових гармат долучилася фірма Alkettяк додатковий виробник. Починаючи з травня 1943-го, в моделі G до корпусу почали монтувати фальшборти (нім. schurzen, «фартух») для додаткового броньового захисту, проти радянських протитанкових рушниць і кумулятивних боєприпасів. У рамках підготовки до операції «Цитадель» почали переоснащати і попередні моделі штурмових гармат. Проте кріплення виявилися неякісними, тому багато фальшбортів було загублено в полях. Починаючи з березня 1944-го, почали застосовувати вдосконалене кріплення, і як результат — фальшборти почали з'являтися на все більшій кількості моделей G. Із травня 1943-го, на лобову броню було установлено монолітні 80 мм пластини замість двох пластин 50 мм + 30 мм.
- Пізніші варіанти

Sturgeschutze IV, 1943

У листопаді 1943-го, завод «Alkett» (виробник StuG III), зазнав страшного руйнування від союзницьких бомбардувань. У жовтні 1943 «Alkett» виготовив 255 «StuG III», проте у грудні виробництво упало до 24 машин. На нараді, що відбулася 6-7 грудня 1943, було запропоновано вихід. Гітлер схвалив ідею змонтувати корпус (надбудову) StuG III на шасі Panzer IV. StuG IV був простіший у виготовленні, аніж Jagdpanzer IV. Тому з'явився проект StuG IV. Надбудову корпусу StuG III Ausf. G стали монтувати на шасі версії 7 танка Panzer IV, лише було додано місце водія. Бойова маса установки становила 23000 кг, на 900 кг легше за StuG III Ausf. G. 16-17 грудня 1943 року Гітлеру показали StuG IV, і він схвалив цю машину. Для того, щоб компенсувати великий дефіцит у виробництві StuG III, програмі  виробництва StuG IV  з цього часу було надано повну державну підтримку.
Із грудня 1943-го по травень 1945-го завод Круппа створив 1 108 машин StuG IV і переробив додатково 31 машину із корпусів пошкоджених у бою Panzer IV. Хоча це число випущених машин не йде в жодне порівняння з понад 9000 штурмових гармат StuG III, нова StuG IV не були зайвими на полі бою і билися разом із StuG III протягом 1944-1945 рр.
На Східному фронті StuG IV зазнав слави як високоефективний убивця танків.
Екіпаж цієї штурмової гармати складався із 4-х чоловік, головним чином StuG IV воювали в піхотних дивізіях.
Командир розміщувався в корпусі ззаду-ліворуч.
Гармаш сидів по центру (саму гармату зміщено традиційно праворуч від центра корпусу).
Заряджальник розміщувався праворуч-ззаду.
Водій сидів спереду-ліворуч.
1943-го 10 StuG III було перетворено на StuG III (Flamm), де головну гармату було замінено на Schwade вогнемет. Ці машини було створено на базі відремонтованих шасі моделі F. Немає жодних відомостей про застосування цих машин у боях. 1944 року усі вогнеметні Штюґи було повернуто в ремонтні майстерні і перероблені на шасі стандарту G.
Наприкінці 1941-го шасі від StuG III було обрано лафетом для важкої піхотної гармати 15 cm sIG 33. Ці машини стали відомі під назвою Sturm-Infanteriegeschütz 33B. Усього на базі старих шасі StuG III було створено 24 такі машини, дванадцять із яких узяли участь у  Сталінградській битві, де всі їх знищили чи захопили. Решту 12 машин було приписано до 23-тя танкової дивізії.

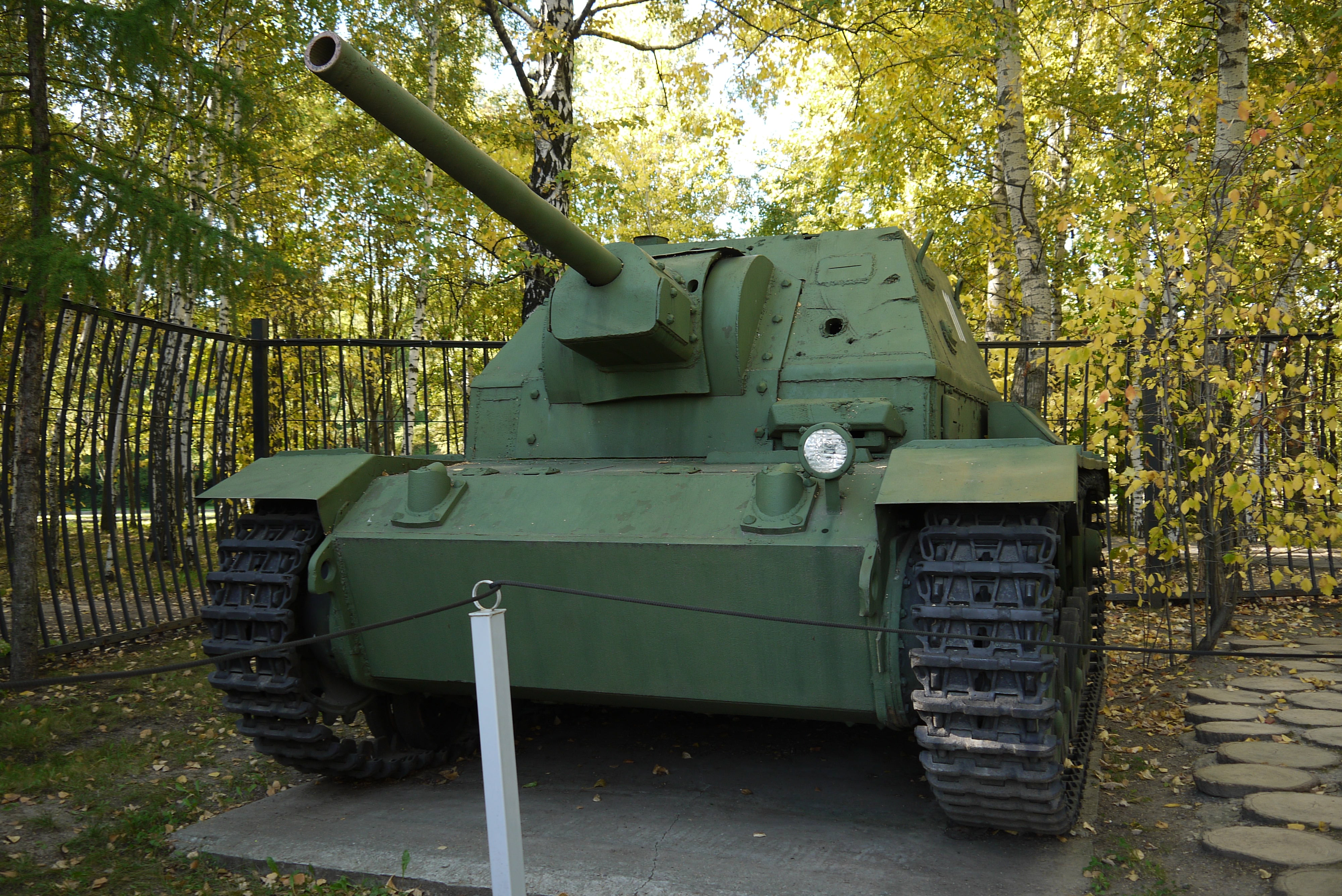
СУ-76i у Музеї ВВВ у Москві

У зв'язку зі скороченням поставок каучуку, безгумові котки було випробувано 8-14 листопада 1942 року, але ніколи не було випущено в серію.
Щоби збільшити живучість машини, було проведено ряд модифікацій, внаслідок цього виникло маса варіантів: цементне оштукатурення передньої частини корпусу, переозброєння потужнішою гарматою KwK 40 L / 48 гармати (версії старше Ausf.C / D; на Ausf.G змонтовано командирську башточку з танка Panzer IV, курсовий кулемет MG34, що виставлявся через квадратний отвір у щитку на даху машини (при цьому стрілець знаходився в машині — але визирав наполовину і ховався за щитком.
У Радянському Союзі на базі захоплених німецьких Panzer III і StuG III на фабриці №37 було створено 201 самоходок СУ-76і. На відміну від «класичної» серії СУ-76, надбудова над шасі була цілком закритою, було збільшено лобову броню до 50 мм, а бокову — до 30 мм; також замість «класичної» гармати Ф-34 було установлено дешевшу її модифікацію, танкову гармату С-1.
Усього різних типів StuG III було випущено 10 001: за період із 1940-го по 1945-й фірмою «Alkett» (~7500 машин) і за період з 1943-го по 1945-й фірмою «MIAG» (2586 самоходок). Із квітня по липень 1943-го 173 старих машин Panzer III було перероблено на StuG III Ausf. G. Також фірма «Alkett» випустила близько 1299 нових машин StuH 42 і 12 переробок із StuG III у StuH 42.

### Радіозв'язок, форма одягу і постачання

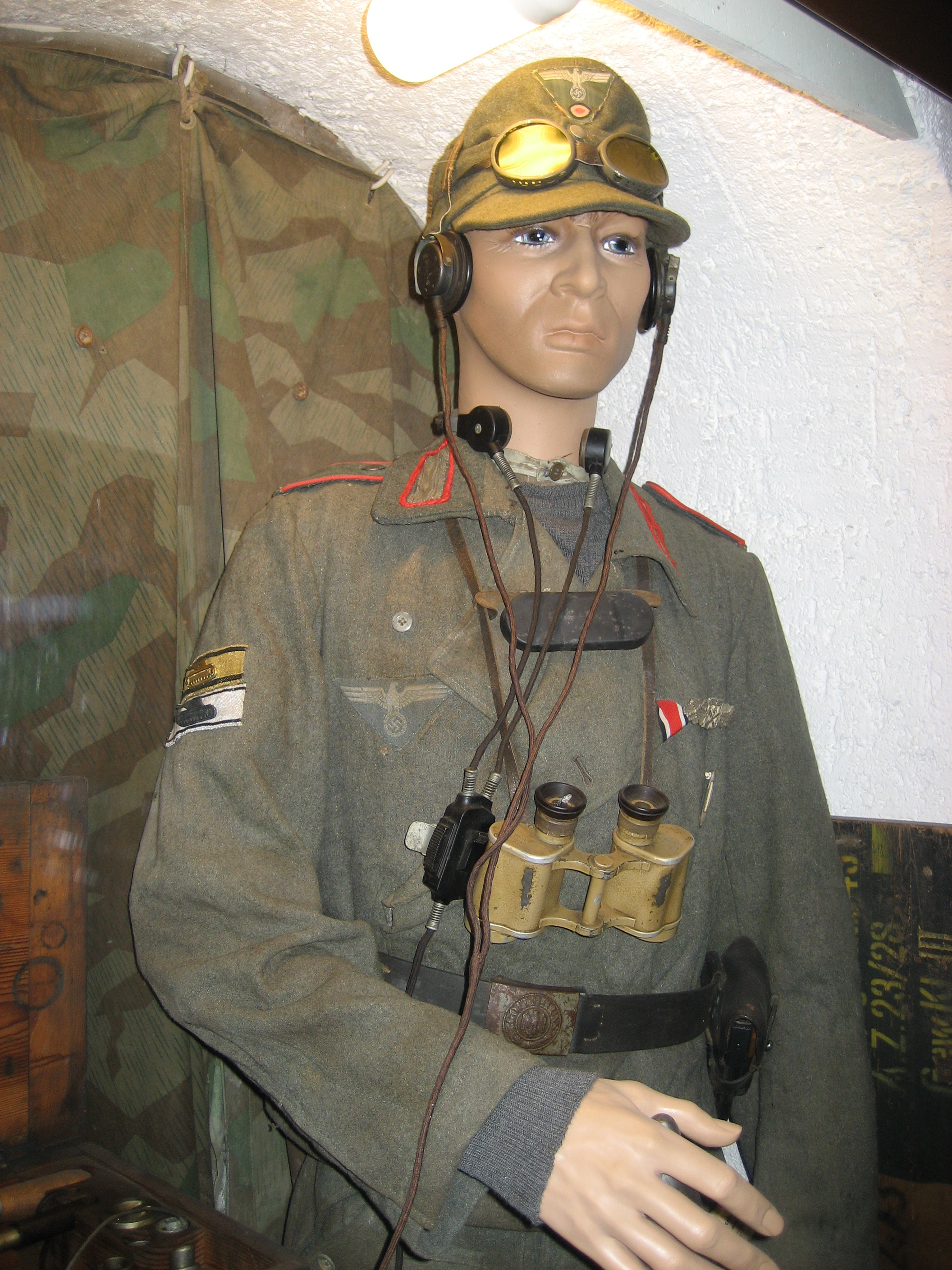
Уніформа Штурмґешютцмана

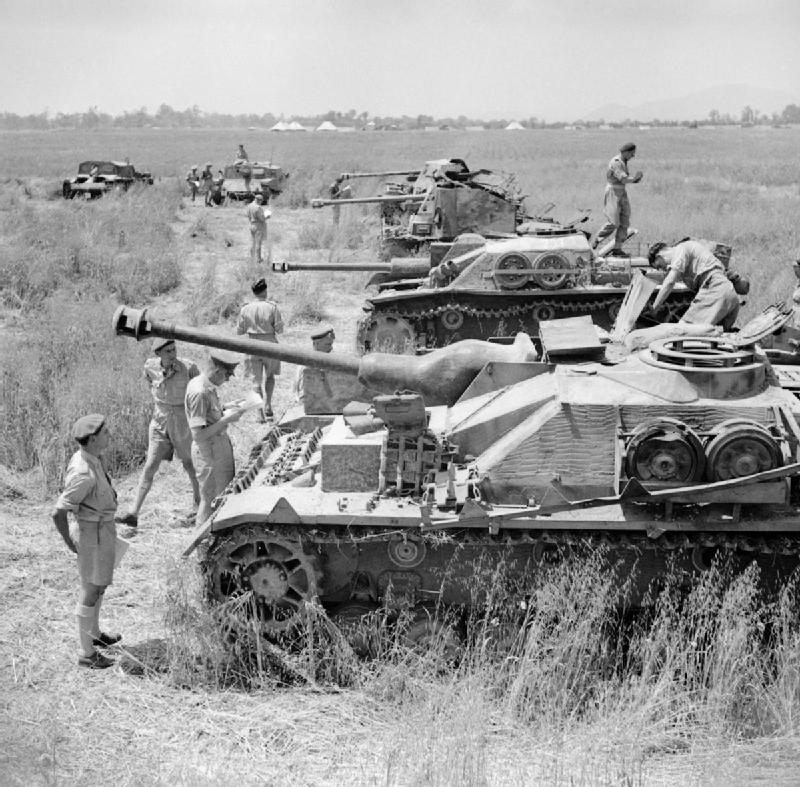
Британці оглядають трофейне німецьке обладнання, включаючи StuG IV і StuG III.

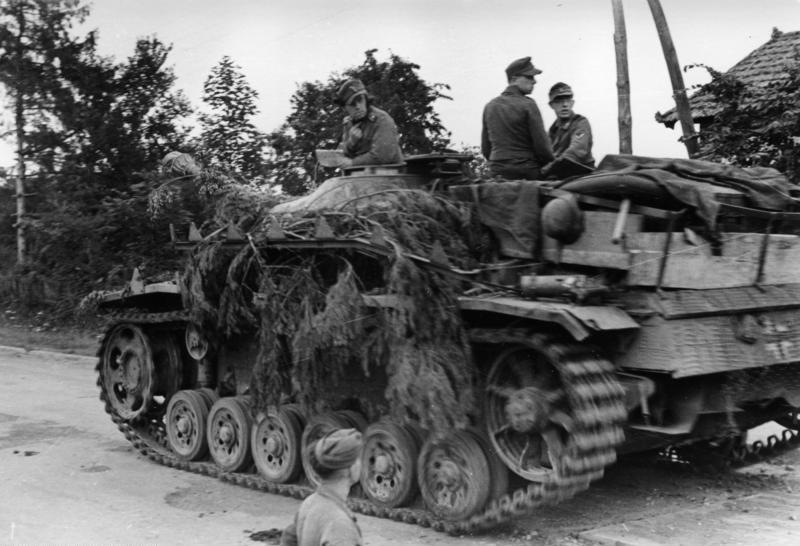
StuG III в Нормандії.

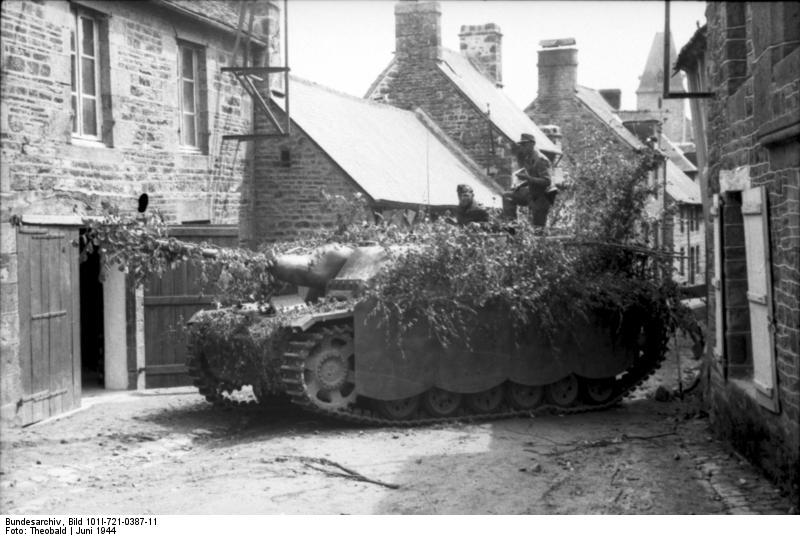
StuG III Ausf.G в засідці.

Штурмові гармати постачалися раціями FuG 7 потужністю до 10 Вт. Проте радіопередавачі стояли тільки у командирів підрозділів: командирів дивізіонів, батарей і взводів. Усі решта штурмових гармат постачалися лише приймачами. Окрім того, штаб дивізії мав радіостанцію потужністю 100 Вт, тому часто найважливіші повідомлення про обстановку на полі бою могли надходити від передових рот у штаби дивізій лише через радіомережу Штурмґешютце.
Особовий склад штурмової артилерії носив форму одягу такого ж покрою, як і військовики танкових військ. Проте вона була сірого (а не чорного) кольору із традиційними для артилерії червоними петлицями і кантами. Вважали, що строї чорного кольору були для супротивника свідоцтвом присутності на певній ділянці фронту танкових частин Вермахту. Це могло призвести до посилення супротивником протитанкових укріплень і перекиданню в цей район додаткової кількості танків. Крім того, чорні строї не підходили для проведення розвідки місцевості із причин маскування.
До 1943 року боєприпаси і пальне підвозили до пунктів постачання на вантажівках. Звідти їх перекидали безпосередньо до штурмових гармат на однотонних напівгусеничних транспортерах — як відкритих, так і броньованих. Це уможливлювало штурмовим гарматам перезаряджатися у безпосередній близькості від лінії фронту, не заїжджаючи в тил. На жаль, з 1943 року припинили виробляти напівгусеничні транспортери, тому постачання стали підвозити вантажними машинами і транспортерами, перетвореними з вантажівок. Постачання безпосередньо до лінії бойових дій стало неможливо.

### Ширше використання самоходок
З огляду на специфічну концепцію застосування танків у Німеччині (яка полягала у раптовому маневреному ударі в найслабшу точку оборони супротивника і виході бронегрупи на вільний простір) власне, до 1942 року в Німеччині не було власне танків у звичайному розумінні цього слова. Як уже зазначалося, «Panzerkampwagen» розглядався радше як броньовик, як механізована кавалерія. Зрештою, насамперед кавалерійські дивізії (т.зв. «легкі дивізії») і комплектували до кінця 1940 року найкращими (чеськими трофейними) німецькими танками у великій кількості. Починаючи із липня-місяця 1941 року у німців виникла потреба у наступальному засобі достатньо броньованому і з достатньою вогневою силою, аби протистояти контратакам важких радянських КВ і новітніх середніх т-34 (вони і бронею і вогнепотужністю переважали будь-які німецькі машини). З'являється концепція власне танка — Panzer VI Tiger. Специфіка застосування цього універсального бойового засобу полягала у прямолінійному методичному (повільному) штурмі ворожих позицій (знову ж таки у найслабшій точці). Ось чому у той час, коли Німеччина страждала від колосальної нестачі ресурсів, виникла ідея замінити втрати у танках штурмовими гарматами: до певної міри «довгоствольні» StuG III (уже більше «мисливці на танки», чим штурмові гармати) могли виконувати функції танків прориву. Недостатнє бронювання Штурмґешютце компенсувала підтримка піхоти і концентрований вогонь цілого дивізіону. Новітні панцергренадирські піхотні дивізії все частіше і частіше комплектували не ротою «Тигрів», а дивізіоном Штурмґешютце. Штурмґешютце комплектували «важкі танкові батальйони» Ваффен-СС на роль протитанкових дивізіонів, хоча фактично штурмові гармати виконували роль машин підтримки танків. Головну ж роль у виборі StuG для заміни танкових втрат відіграла значна дешевизна машин у порівнянні із танками.  Штурмґешютце довели свою надзвичайну ефективність в обороні, проте не могли бути адекватною заміною танка при наступі. Тому Німеччина змушена була продовжити випускати танки Panzer VI Tiger i Panzer V Panther (новітній середній танк) для забезпечення наступальних операцій. Між тим уже було поставлено на потік важче броньовані винищувачі танків Jagdpanzer IV і досконаліший Jagdpanther, що поєднували низький силует StuG із важким озброєнням танків «Пантера» і «Тигр II», відповідно. Тим не менше, всі дослідники погоджуються, що StuG III все ще був ефективним броньованим бойовим засобом довгий час після того, як Panzer III давно уже було знято із озброєння.

## Зовнішні посилання
- Photos of the Sturmgeschutz III at the Canada War Museum in Ottawa Ontario
- Photo of StuGs